# أوي ويجمان
أوي ويجمان (بالألمانية: Uwe Wegmann)‏ هو لاعب كرة قدم ومدرب كرة قدم ألماني في مركز الهجوم، ولد في 14 يناير 1964 في Fischen ‏ في ألمانيا. لعب مع روت فايس إيسن ونادي بوخوم ونادي فادوتس ونادي كايزرسلاوترن ونادي لوغانو.

## وصلات خارجية
- أوي ويجمان على موقع قاعدة بيانات كرة القدم.إي يو (الإنجليزية)
- أوي ويجمان على موقع بيانات كرة القدم. دي إي (الألمانية)
- أوي ويجمان على موقع عالم كرة القدم.نت (الإنجليزية)